# Sympis rufibasis
Sympis rufibasis är en fjärilsart som beskrevs av Achille Guenée 1852. Sympis rufibasis ingår i släktet Sympis och familjen nattflyn. Inga underarter finns listade i Catalogue of Life.

## Bildgalleri

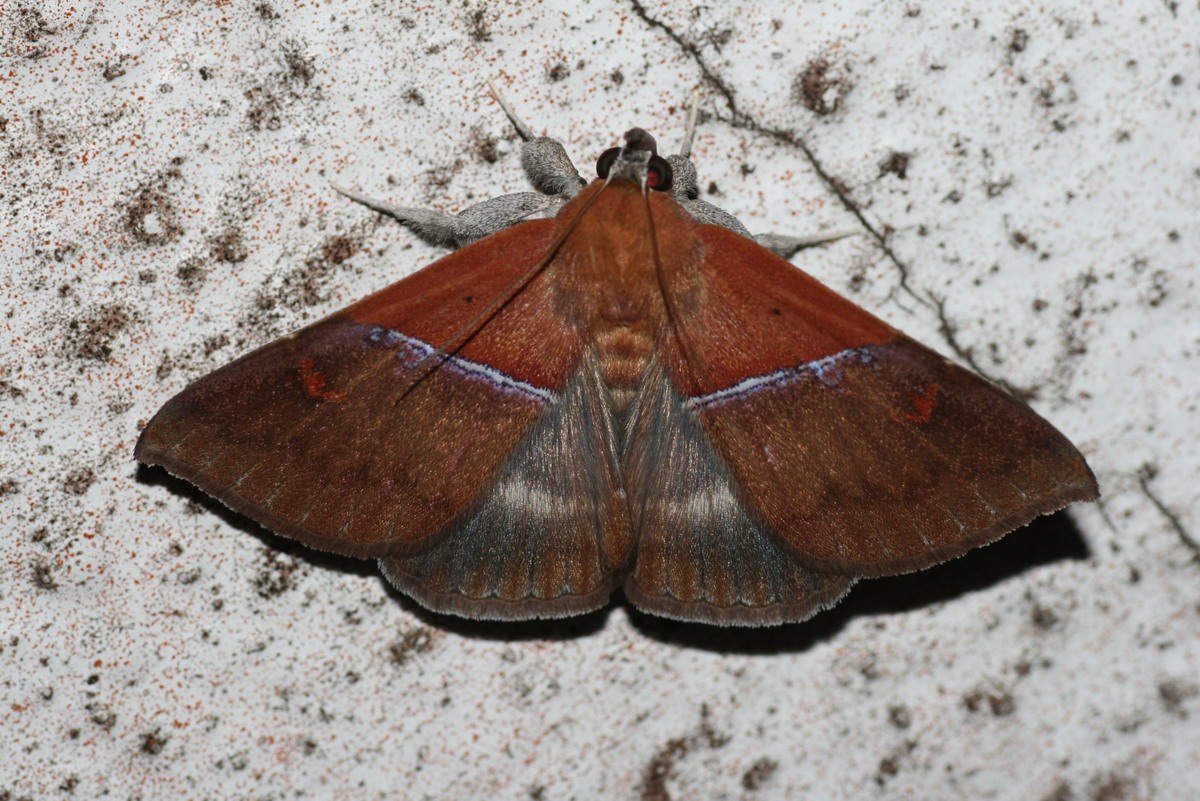